# إريك هوسيكليب
إريك أندريه هوسيكليب (بالنرويجية: Erik Huseklepp)‏ (مواليد 5 سبتمبر 1984 في بيروم) لاعب كرة قدم نرويجي دولي يجيد اللعب في خط الهجوم . يلعب حاليا لصالح نادي بران النرويجي منذ 2005 .

## روابط خارجية
- إريك هوسيكليب على موقع IMDb (الإنجليزية)
- إريك هوسيكليب على موقع الاتحاد الأوربي (الإنجليزية)
- إريك هوسيكليب على موقع اتحاد النرويج (النرويجية)
- إريك هوسيكليب على موقع قاعدة بيانات كرة القدم.إي يو (الإنجليزية)
- إريك هوسيكليب على موقع ناشيونال فوتبول تيمز (الإنجليزية)
- إريك هوسيكليب على موقع Soccerbase.com (لاعب) (الإنجليزية)
- إريك هوسيكليب على موقع Soccerway.com (الإنجليزية)
- إريك هوسيكليب على موقع عالم كرة القدم.نت (الإنجليزية)